# Lista över fornlämningar i Åsele kommun
Lista över fornlämningar i Åsele kommun är en förteckning av ett urval av de fornlämningar som finns i Åsele kommun.

## Fredrika
| Namn           | Lämningstyp | Tillkomsttid | Historisk indelning | Plats | Läge                 | ID-nr          | Bild                                 |
| -------------- | ----------- | ------------ | ------------------- | ----- | -------------------- | -------------- | ------------------------------------ |
| Fredrika 180:1 | Fäbod       |              | Fredrika, Lappland  |       | 64.173170, 18.274505 | 10013701800001 | Ladda upp en bild av detta fornminne |
| Fredrika 181:1 | Fäbod       |              | Fredrika, Lappland  |       | 64.172308, 18.280861 | 10013701810001 | Ladda upp en bild av detta fornminne |
| Fredrika 246   | Hällmålning |              | Fredrika, Lappland  |       | 64.255060, 18.173991 | 12000000078358 | Ladda upp en bild av detta fornminne |

## Åsele
| Namn        | Lämningstyp | Tillkomsttid | Historisk indelning | Plats | Läge                 | ID-nr          | Bild                                      |
| ----------- | ----------- | ------------ | ------------------- | ----- | -------------------- | -------------- | ----------------------------------------- |
| Åsele 151:1 | Hällmålning |              | Åsele, Lappland     |       | 64.183356, 16.788554 | 10015801510001 | Ladda upp en till bild av detta fornminne |